# Pollmeier Massivholz

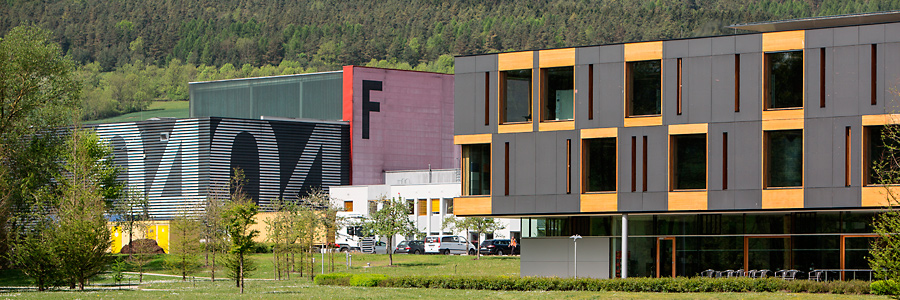
Pollmeier Zentrale in Creuzburg

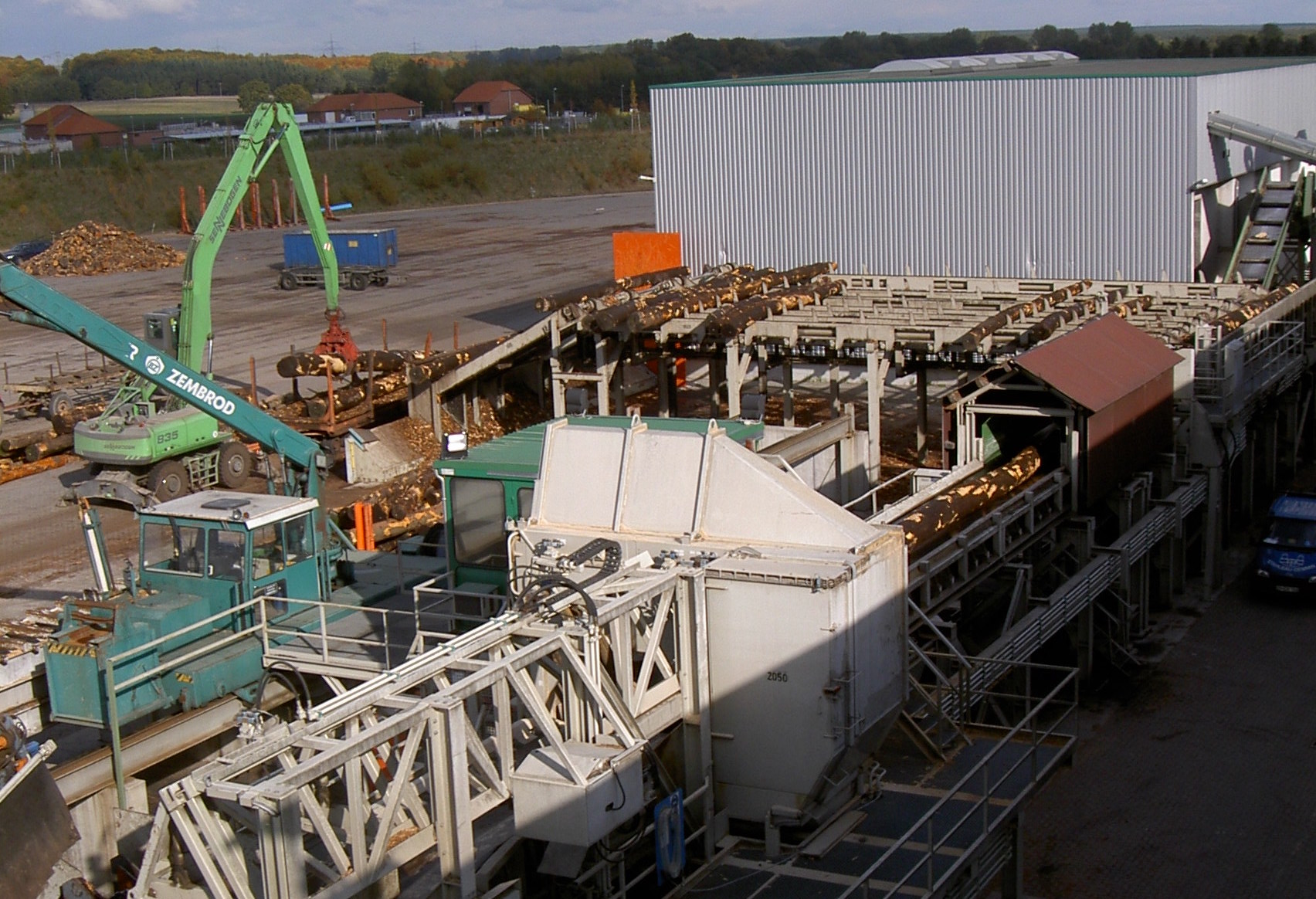
Pollmeier Werk in Malchow

Die Pollmeier Massivholz GmbH & Co. KG ist ein Betreiber von Laubholzsägewerken mit Sitz im thüringischen Creuzburg im Wartburgkreis.

## Geschichte
Im Jahr 1988 wurde im nordrhein-westfälischen Rietberg die Pollmeier Leimholz GmbH gegründet. 1996 nahm das erste Pollmeier Sägewerk seine Produktion in Creuzburg auf. Vier Jahre später beteiligte sich das Unternehmen an der Hanses Sägewerkstechnik GmbH & Co. KG. Im gleichen Jahr wurde mit der Produktion in einem weiteren Werk in Malchow begonnen. In den darauffolgenden Jahren ist der Standort Creuzburg weiter ausgebaut worden. Anfang 2007 nahm das neue Werk in Aschaffenburg die Produktion auf. Mit der Markteinführung des Furnierschichtholzes BauBuche im Jahr 2014 ist Pollmeier das erste Sägewerk, das Furnierschichtholz aus Laubholz herstellt. Die bestehenden Sägewerke schneiden über 800.000 Festmeter pro Jahr ein. Das Unternehmen exportiert über 80 Prozent des Buchen-Schnittholzes und beschäftigt rund 1.000 Mitarbeiter.

## Produkte
Pollmeier produziert Buchenschnittholz in 17 verschiedenen Sortierungen. Zudem stellt das Unternehmen Massivholzplatten her, welche hauptsächlich in der Möbelindustrie zum Einsatz kommen.
Die BauBuche ist ein Furnierschichtholz aus regionalem Buchenholz. Es besteht aus dünnen Schälfurnieren, die faserparallel bzw. kreuzweise verklebt und zu Trägern, Platten, Paneel und Fußboden weiterverarbeitet werden. Die hohe Tragfähigkeit ermöglicht den Einsatz im konstruktiven Bereich auch bei hohen Spannweiten. Als Ergänzung zur bestehenden Produktpalette bietet Pollmeier seit 2019 auch Furnierschichtholz aus Fichte an.

## Nachhaltigkeit
Nach Eigenangaben wird das verwendete Holz aus der Umgebung mit einem Radius von etwa 150 km bezogen, stammt vollständig aus nachhaltiger Forstwirtschaft, ist legal eingeschlagen und staatlich kontrolliert.
Der Stromverbrauch pro erzeugtem Produkt soll jedes Jahr gesenkt werden. Die für Büroräume, Werkhallen und Holztrocknung benötigte Wärmeenergie soll vollständig aus der energetischen Verwertung von Abfallprodukten wie z. B. Schleifstaub gewonnen.

## Einsatz für Holzmobilisierung
Pollmeier engagiert sich für die Holzmobilisierung und die Erhaltung der forstwirtschaftlichen Infrastruktur. Um einen Engpass in der Holzbeschaffung zu kompensieren, wurde am 1. August 2006 das Projekt „Privatwaldförderung Thüringen“ ins Leben gerufen. Dieses Pilotprojekt erfolgt in Zusammenarbeit mit Thüringenforst in Form einer Public Private Partnership (PPP). Ziel ist, Klein- und Kleinstwaldbesitzer über die Möglichkeiten der nachhaltigen Bewirtschaftung zu informieren und zur regelmäßigen Nutzung anzuhalten. Auf diese Weise wird das Einschlagsvolumen erhöht.
Ein weiterer Interessenspunkt ist die Erhaltung der staatlichen Einheitsforstverwaltungen.